# Kalalkond, Savanur
Kalalkond là một làng thuộc tehsil Savanur, huyện Haveri, bang Karnataka, Ấn Độ.